# Ectoedemia trifasciata
Ectoedemia trifasciata là một loài bướm đêm thuộc họ Nepticulidae. Nó được miêu tả bởi Matsumura năm 1931. Loài này có ở vùng Viễn Đông Nga và Nhật Bản (bao gồm Hokkaido).